# Sébastien Grégori
Sébastien Grégori (né le 6 avril 1981 à Marseille) est un footballeur français qui évolue au poste de milieu de terrain.

## Biographie
En 1999, il est international U18. Il est réputé pour son excès d'engagement sur le terrain, souvent réprimé de cartons jaunes ou rouges par les arbitres, ce qui fait de lui l'un des joueurs les plus sanctionnés de Ligue 2 (au 7 avril 2010, il avait écopé de 68 cartons jaunes et de 7 cartons rouges en 163 matches de Ligue 2 avec Créteil, Gueugnon et Ajaccio.).

### Vie personnelle
En 2015, il est entraineur d'un club de football international dans les Bouches-du-Rhône dont le créateur est Guy Demel. Il est le fils de Bernard Grégori, ancien joueur de l'OM et le frère de Ludovic Gregori, ancien gardien de but.